# Delicate (Lied)
Delicate (englisch für „zart“, „empfindlich“ oder „heikel“) ist ein Song der US-amerikanischen Popsängerin Taylor Swift. Das Lied erschien erstmals am 10. November 2017 auf ihrem sechsten Studioalbum Reputation und wurde am 12. März 2018 als vierte Single aus diesem ausgekoppelt. Swift schrieb das Stück mit den Produzenten Max Martin und Shellback. Delicate wird dem Synthie-Pop und dem Elektro-Pop zugerechnet sowie auch als Elektro-Ballade und als Popballade bezeichnet. Laut der Sängerin selbst handele der Song vom Zweifel, inwieweit ein (negativer) Ruf Einfluss auf eine Beziehung haben könnte. Neben der Originalversion wurden eine Acoustic Version und zwei offizielle Remixe veröffentlicht. Der Song wurde zum Top-40-Hit in Neuseeland, Tschechien, Australien, Norwegen, Kanada, den USA und Island. In diversen Airplay-Charts in den USA und Kanada gehörte Delicate außerdem zu den erfolgreichsten Songs des Jahres. Das Lied erhielt Schallplattenauszeichnungen für fast 2,6 Millionen Verkäufe. Die Kritiken waren überwiegend positiv.

## Entstehung
Das Album Reputation entstand in einer Phase, als Taylor Swifts Ruf unter öffentlich ausgetragenen Konflikten mit Kanye West, Kim Kardashian und Katy Perry gelitten hatte und sie sich stärker ins Privatleben zurückzog. Die Aufnahmen von Delicate fanden in den MXM Studios in Los Angeles und in Stockholm statt. Die Abmischung erfolgte in den Mixstar Studios in Virginia Beach und das Mastering in den Studios von Sterling Sound in New York. Die Urheberrechte an dem Song halten für Taylor Swift Taylor Swift Music (verwertet durch BMI; verwaltet durch Kobalt Music Publishing) und für Max Martin und Shellback MXM Music (verwertet durch ASCAP, verwaltet durch Kobalt Music Publishing). Die Verlagsrechte besitzt Sony Music Publishing. AT&T veröffentlichte auf den Streaming-Plattformen des Unternehmens unter dem Titel The Making of a Song: Delicate einen von Swift selbst gedrehten und fast vierminütigen Clip, der die Entstehung von Delicate zeigt. Dieser gehörte zu einer Serie von Clips über die Entstehung einzelner Songs des Albums. Am 15. November 2017 veröffentlichte Taylor Swift The Making of a Song: Delicate auch auf YouTube, um diese Serie zu bewerben. In dem Clip sieht man, wie Taylor Swift das Intro und die erste Strophe aufnimmt, wie Max Martin den Vocoder-Effekt des Intros am Keyboard kreiert und wie Swift sich auf die Aufnahme der Bridge vorbereitet (dort sind auch frühere Lyrics zu hören).

### Mitwirkende
- Songwriting – Taylor Swift, Max Martin, Shellback
- Produktion – Max Martin, Shellback
- Abmischung – John Hanes, Serban Ghenea
- Gesang – Taylor Swift
- Klavier – Max Martin
- Keyboard, Synthesizer Programmierung – Max Martin, Shellback
- Additional Engineering – Sam Holland, Michael Ilbert
- Additional Engineering Assistant – Cory Bice, Jeremy Lertola
- Mastering – Randy Merril[3]

## Inhalt

### Text

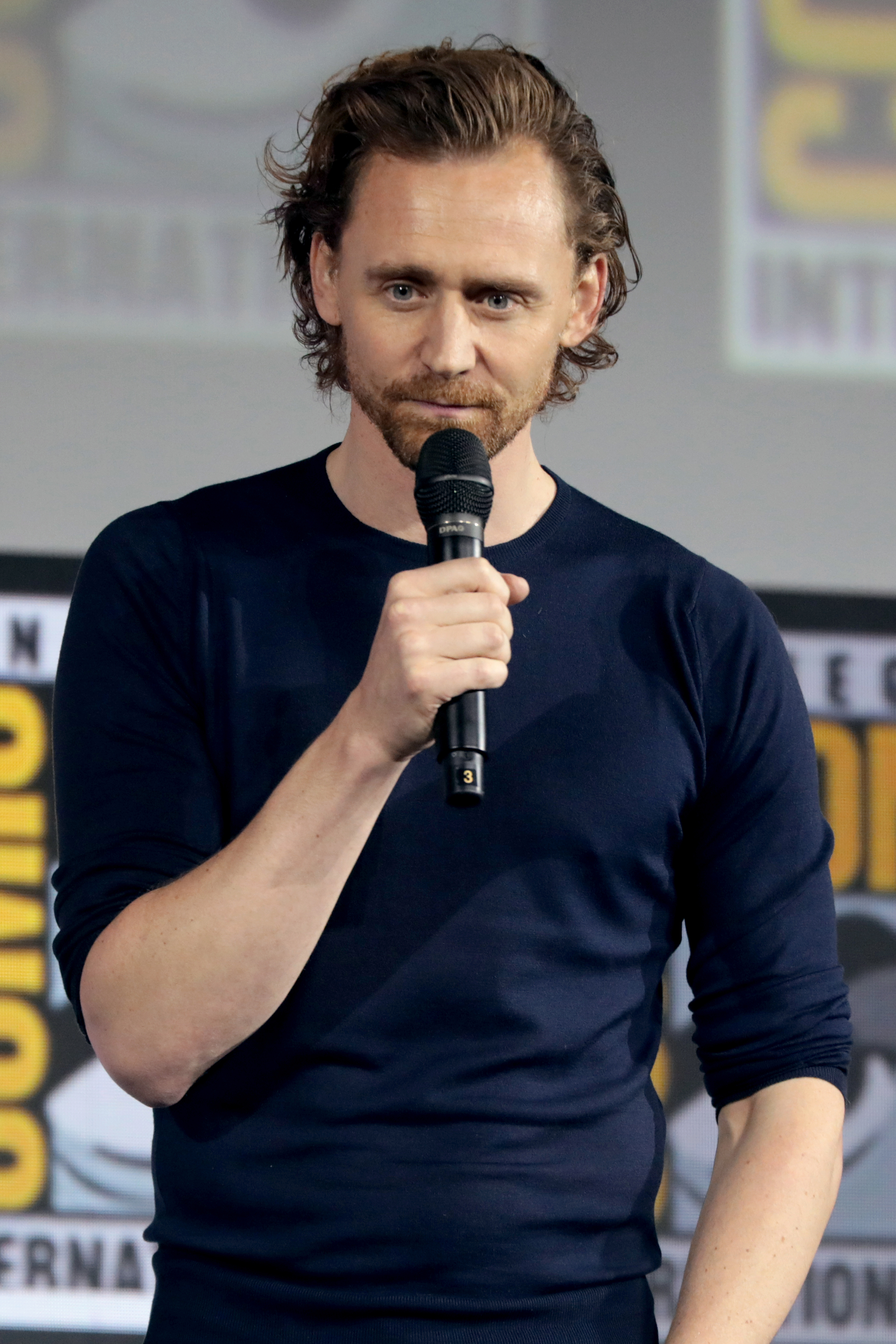
Tom Hiddleston (2019)

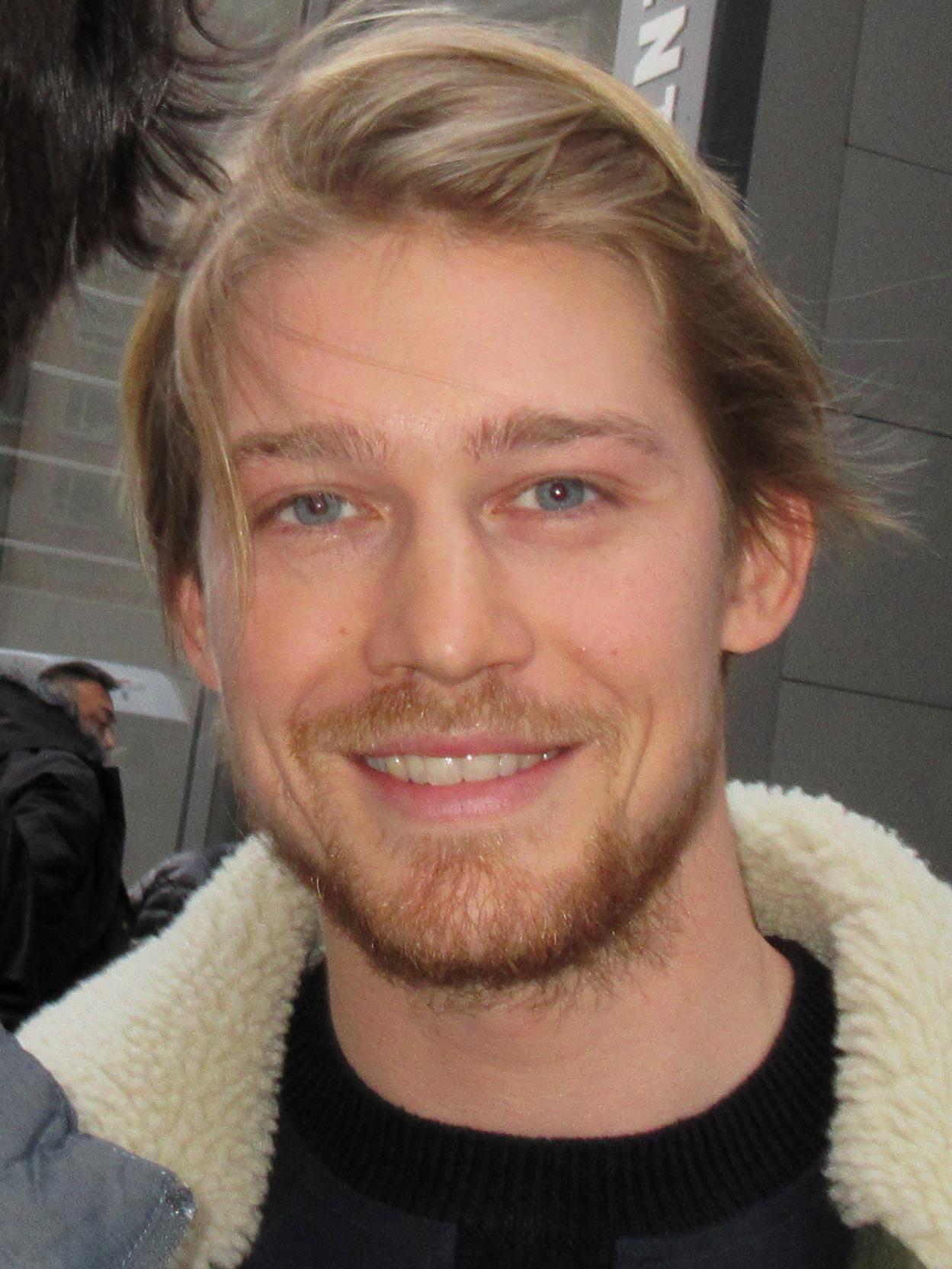
Joe Alwyn (2018)

Delicate handelt von dem Beginn einer Beziehung und den Zweifel und Sorgen der Ich-Erzählerin in dieser Situation, insbesondere darüber ob ihre Gefühle auch erwidert werden und inwieweit ihr negativer Ruf die Beziehung beeinflussen könnte. Manche Quellen charakterisierten ihre Äußerungen dabei als „Booty Calls“ und „Bettgeflüster-Fragen“, während andere den Text als „inneren Monolog“ der Ich-Erzählerin ansahen. Es wurde spekuliert, dass Delicate von Tom Hiddleston oder Joe Alwyn handeln könnte, mit denen Taylor Swift in dieser Zeit jeweils Beziehungen begonnen hatte. In dem Vertical Video von Delicate zeigt Swift jedenfalls auf eine Halskette mit dem Buchstaben „J“ (höchstwahrscheinlich für Joe Alwyn). Diese Halskette wurde bereits in Call It What You Want vom gleichen Album erwähnt („I want to wear his initial on a chain ’round my neck“), in dessen Text sich sogar Hinweise darauf finden, dass Swift über Alwyn singt.
Der Ruf der Ich-Erzählerin ist zur Zeit der Handlung nie schlechter gewesen („My reputation’s never been worse“) und sie möchte nur für ihre wahre Persönlichkeit gemocht werden will („You must like me for me“). Während sie eigentlich schon im Bett liegt, bekommt sie eine Nachricht von ihrem Liebhaber („Phone lights up my night stand in the back“) und trifft sich daraufhin mit diesem in einer lokalen Bar in der East Side („Come here, you can meet me in the back“). Sie bewundert seine Jeans, seine Nikes und seine blauen Augen („Oh damn, never seen that color blue“) und möchte mit diesem Spaß haben („Just think of the fun things we could do“). So treffen sie sich erneut in einem Apartment in der West Side, wo die Liebenden eine Nacht verbringen und sich berühren („Do the girls at home touch you like I do“). Sie vergleicht ihren Freund mit einer Villa mit toller Aussicht („you’re a mansion with a view“) und fordert ihn auf länger zu bleiben, da sie ihn nicht mit jemand anderem teilen möchte („Stay here, honey, I don’t wanna share“). Allerdings fragt sich die Ich-Erzählerin, ob es in Ordnung ist, wenn sie sich ehrlich öffnet und nur an ihren Liebhaber denkt, da die Beziehung sehr empfindlich ist. So gibt sie zu, dass sie sich manchmal fragt, ob er nachts überhaupt von ihr träumt („Are you ever dreaming of me“) und dass sie sich nur selbst vortäuscht, ihr Freund gehöre wirklich ihr („I pretend you’re mine“).
Aufgebaut ist das Lied in ein Intro, zwei Strophen, den Pre-Chorus, den Chorus und die Bridge. Das Lied beginnt nach dem Intro mit der ersten Strophe, woraufhin der Pre-Chorus und der Refrain folgen. Diese Abfolge wiederholt sich mit der zweiten Strophe. Daraufhin folgt die Bridge und der Song endet mit dem insgesamt dritten Refrain.

Die Strophen, der Pre-Chorus und der Chorus bestehen aus je sechs Zeilen, während die Bridge fünfzeilig geschrieben ist. Das Intro ist mit dem Pre-Chorus textlich identisch, aber wird A cappella gesungen. In den Strophen bilden die ersten drei und die letzten drei Zeilen je einen Haufenreim. Im Pre-Chorus gibt es einen Paarreim (Zeile 5 und 6) und im Chorus zwei Paarreime (Zeile 1 und 2 sowie Zeile 5 und 6).

„Is it cool that I said all that?

Is it chill that you’re in my head?

’Cause I know that it’s delicate (delicate)

Is it cool that I said all that?

Is it too soon to do this yet?

’Cause I know that It’s delicate

Isn’t it? Isn’t it? Isn’t it? Isn’t It?

Isn’t it? Isn’t it? Isn’t it? Isn’t It?

Delicate“

“The idea of your reputation is definitely something that I play on for the entire album, but when the album starts off it’s much more bombastic. It’s more like, ’Oh, I don’t care what you say about me, I don’t care what you say about my reputation, it doesn’t matter.’ But then it hits this point, on track five, where it’s like, oh god, what happens when you meet somebody that you really want in your life and then you start worrying about what they’ve heard before they met you. And you start to wonder, could something fake, like your reputation, affect something real, like somebody getting to know you? And you start to wonder, how much does all that matter? And this is the first point of vulnerability in the record where you’re like, oh maybe this does actually matter a little bit. And how does that factor in, kind of questioning the reality and the perception of a reputation, and how much weight it actually has.”

„Der Gedanke deines Rufs ist definitiv etwas, das über das ganze Album fortgeführt wird, aber wenn das Album startet, ist es viel bombastischer. Es ist mehr etwas wie ‚Oh, es interessiert mich nicht, was ihr über mich sagt, es interessiert mich nicht, was ihr über meinen Ruf sagt, es ist egal.‘ Aber an diesem Punkt angekommen, auf dem Track fünf [Delicate], ist es, oh Gott, was passiert, wenn du jemanden triffst, den du wirklich in deinem Leben willst, und du beginnst dich zu fragen, was dieser über dich gehört hat, bevor er dich getroffen hat. Und du beginnst dich zu fragen, ob etwas Gefälschtes wie der Ruf etwas Reales wie das Kennenlernen von jemandem beeinflussen könnte. Und du beginnst dich zu fragen, wie bedeutend das alles ist. Und das ist die erste Stelle mit Verletzlichkeit auf dieser Platte, wo du denkst, oh, vielleicht ist das vielleicht doch ein kleines bisschen bedeutend. Und wie wird das berücksichtigt, irgendwie bezweifelt es die Realität und die Wahrnehmung des Rufes und wie schwer dieser wirklich wiegt.“

### Musik

Grundrhythmus von Delicate (Klavierfassung)

Der Musikstil wurde als Synthie-Pop, Elektro-Pop sowie als Elektro-Ballade und als Popballade bezeichnet. Der Rhythmus ist am House orientiert. Die Musik wurde als melodisch, träumerisch, besinnlich und atmosphärisch charakterisiert. Die Musik wurde außerdem auch mit dem Klang des Vorgängeralbums 1989 verglichen.
Die Geschwindigkeit ist Midtempo (95 bpm) C-Dur. Die ständige Begleitung des Liedes besteht aus der wiederholten Akkordfolge C – Dm – Am – F und einem elektronischen, leisen, gleichmäßigen Beat. Dieser besteht aus einer tiefen punktierten Achtelnote, einer hohen Sechzehntelnote sowie einer tiefen und einer hohen Achtelnote, wobei das alles einmal pro Takt wiederholt wird. Die Töne des Beats sind der Grundton des jeweiligen Akkords. Der Beat wurde als leicht springend beschrieben. Im Laufe des Liedes sind auch weitere Synthesizer-Klänge zu hören, die als tropisches Blinken beschrieben worden sind. Taylor Swifts Gesang wurde durch einen Vocoder bearbeitet, sodass beispielsweise ein Nachhall erzeugt wird, um nach Swifts Meinung einen „sehr emotionalen, sehr verletzlichen und traurigen, aber wunderschönen“ Sound zu erreichen. Nach Zach Schonfeld von der Newsweek hingegen klinge Taylor Swifts Stimme durch den Effekt ein bisschen distanziert und fremd. Swifts Gesang selbst wurde als „Geflüster“ beschrieben.

## Veröffentlichung und Promotion
Delicate wurde am 10. November 2017 als fünfter Track des Albums Reputation veröffentlicht. Der fünfte Track ist auf den meisten Alben von Taylor Swift für gewöhnlich der emotionalste und verletzlichste des Albums. Mit der Freigabe für Hot-Adult-Contemporary-Radiosendern in den USA am 12. März 2018 wurde Delicate als vierte Single des Albums veröffentlicht und am folgenden Tag dort auch für CHR-Radiosendern freigegeben. Am 30. März 2018 veröffentlichte Taylor Swift auf Instagram ein Foto von Werbeanzeigen für Delicate am Times Square, die von Spotify finanziert worden waren. Am 12. April kündigte Swift auf Instagram eine Spotify-Single mit einer Akustikversion von Delicate und einem Cover von September der Band Earth, Wind an Fire an, die am darauffolgenden Tag erschien. Als offizielle Remixe wurden der Sawyr and Ryan Tedder Mix am 25. Mai und der Seeb Remix am 8. Juni 2018 veröffentlicht.

### Musikvideo

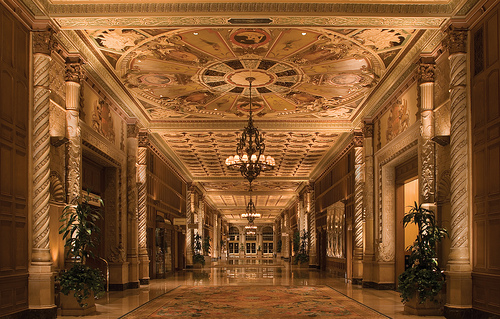
Die Hotellobby aus dem Musikvideo im Millennium Biltmore Hotel

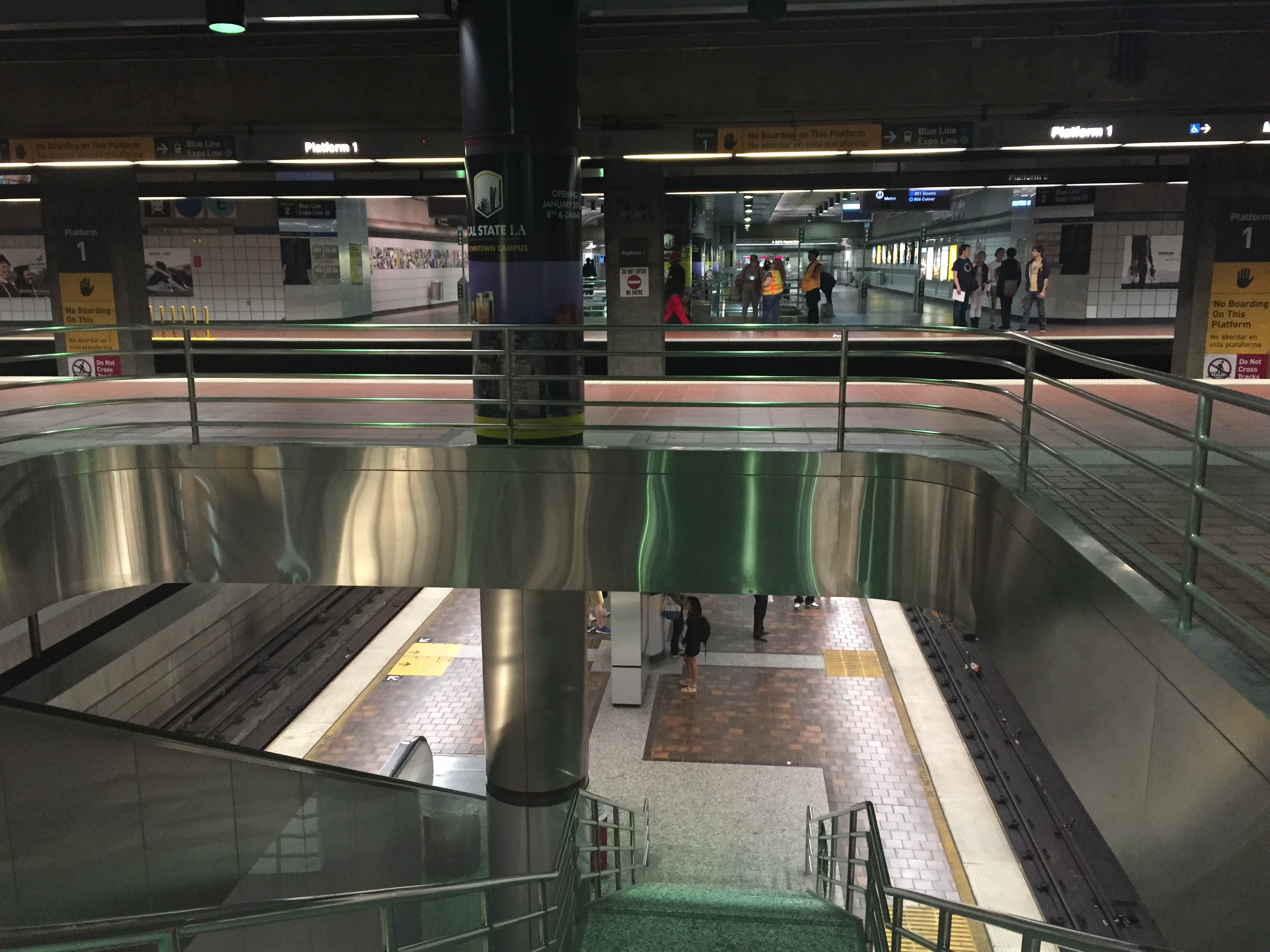
Die U-Bahnstation aus dem Musikvideo (7th Street/Metro Center)

Am 5. März 2018 veröffentlichte Swift auf ihrer Instagram-Seite einen Clip, indem sie durch einen handgeschriebenen Zettel die Premiere des Musikvideos von Delicate bei den iHeartRadio Music Awards am 11. März 2018 ankündigte. An den Awards selbst nahm sie aufgrund von Proben für ihre bevorstehende Tournee nicht teil, aber sie richtete sich in einer kurzen Videobotschaft an die Fans. Das Musikvideo wurde an zwei Abenden in Los Angeles gedreht. Als Drehorte wurden unter anderem das Millennium Biltmore Hotel, das Los Angeles Theatre, die U-Bahnstation 7th Street/Metro Center und die Bar Golden Gopher verwendet. Regie führte Joseph Kahn. Einen Tag nach dem Release des Musikvideos veröffentlichte Swift zwei, je eine Minute lange Videos, die sie bei den Proben für die Choreografie zeigen. Am 12. März wurde das Musikvideo auch auf YouTube veröffentlicht und erreichte dort in weniger als einem Monat die Marke von 100 Millionen Aufrufen. Stand Oktober 2023 hat das Musikvideo dort 521 Millionen Aufrufe und ist damit nach Look What You Made Me Do das zweitmeistgesehene Musikvideo des Albums. Das Musikvideo gewann 2019 einen iHeart Radio Music Award in der Kategorie Best Music Video.
Zu Beginn des Videos sieht man Swift, wie sie – von Fans, Kameraleuten, Journalisten umschwärmt – vor einem Hotel ein Interview gibt und von einem Unbekannten einen magischen Zettel zugesteckt bekommt. In der Hotellobby wird sie von vier Bodyguards beschützt und von den anderen Besuchern angestarrt. Sie macht gerade ein Selfie mit Fans, als ein Hotelangestellter versucht sie zu begrapschen und von Leibwächtern weggezerrt werden muss. Vor einem Spiegel in ihrer Garderobe zieht sie Grimassen, als sie merkt, dass ihr Spiegelbild verschwunden und sie durch den Zettel unsichtbar geworden ist. Daraufhin tanzt sie unbeobachtet albernd durch die Hotellobby. Später fährt sie mit der U-Bahn und tanzt im strömenden Regen auf der Straße. Dann betritt sie eine Bar (wie auch im Text erwähnt). Dort wird sie zu ihrer Erleichterung wieder sichtbar und scheint sich über die Anwesenheit einer bestimmten Person zu freuen.
Die Originalität wurde von einigen Stimmen in Frage gestellt. So ähnele der Handlungsablauf dem Video Lucky von Britney Spears und Spears tanze im Remix-Video von Overprotected ebenfalls durch eine Hotellobby. Außerdem ähnele der Tanz aus Delicate dem Tanz aus Shake It Off (ebenfalls von Taylor Swift) und dem Tanz aus einer Kenzo-Werbung von Spike Jonze.
Am 30. März veröffentlichte Taylor Swift mit der Vertical Version ein zweites Musikvideo, ursprünglich exklusiv für Spotify-Nutzer aus den USA, Großbritannien, Schweden und Lateinamerika. In dem ungeschnittenen Video tanzt sie wirbelnd auf einer Waldlichtung. Das Video ist hochkant gefilmt und soll den Eindruck erwecken, als habe es Swift selbst mit ihrem Handy gedreht. Am 15. Mai wurde das Video schließlich auch auf YouTube veröffentlicht.

### Live-Aufführungen

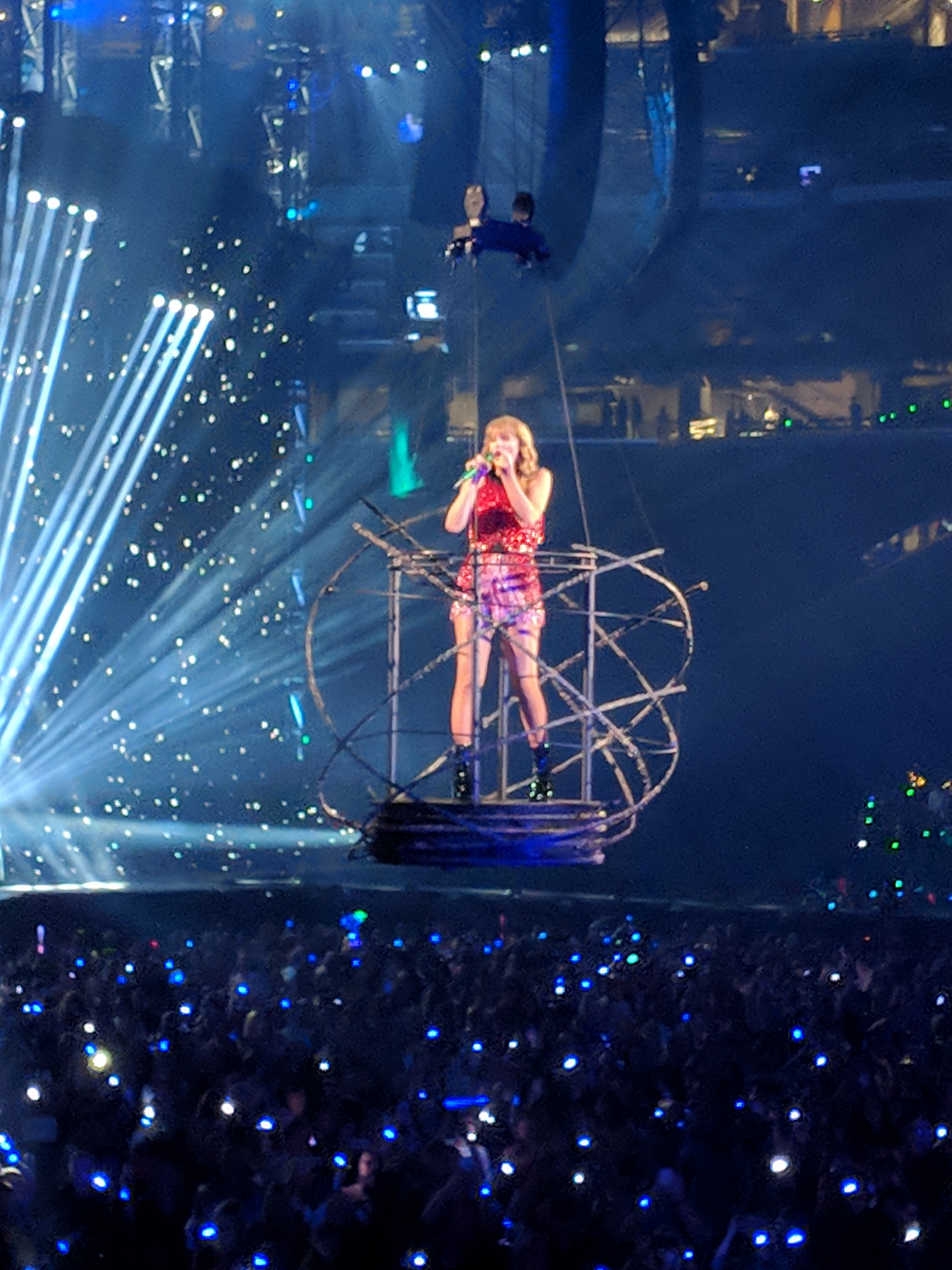
Taylor Swift singt Delicate während der Reputation Stadium Tour

Taylor Swift sang Delicate bei den 53 Konzerten der Reputation Stadium Tour live, dabei schwebte sie in einem goldenen Korb über die Zuschauer. Die Acoustic Version des Songs sang sie während des BBC Radio 1’s Biggest Weekend 2018 in Swansea und als unangekündigter Gast während Jack Antonoffs Wohltätigkeitskonzert Ally Coalition Talent Show in der Town Hall mit Hayley Kyoko.
Außerdem sang Swift das Lied 2019 mehrmals während der Promotion für ihr nachfolgendes Album Lover, etwa bei der Time 100 Gala im Lincoln Center am 23. April, auf dem iHeart Radio Wango Tango am 1. Juni, auf dem Amazon Prime Day am 10. Juli und während des City-of-Lover-Konzerts am 9. September.
James Bay coverte Delicate am 23. Mai 2018 in der BBC Radio 1 Live Lounge und Kelly Clarkson sang Delicate in ihrer eigenen Show am 5. November 2019.

“One thing every single person in this stadium has in common is that every single one of us is sort of pining away for a sense of connection to someone else. There’s something that happens in your brain and your heart when someone just says, ‘Yes, I understand how you feel.’”

„Eine Sache, die jede einzelne Person in diesem Stadion gemeinsam hat, ist, dass sich jeder einzelne von uns in irgendeiner Art nach dem Gefühl einer Verbindung zu jemand anderem sehnt. Da ist etwas, das geschieht in deinem Verstand und deinem Herz, wenn jemand einfach nur sagt, ’Ja, ich verstehe, wie du dich fühlst’.“

## Rezeption

### Kritiken
Der Rolling Stone bezeichnete Delicate als „Triumph“ und als „Juwel“, als zwölftbesten Song des Jahres, als Highlight des Albums und als viertbesten Song ihrer Karriere. Im Laufe des Songs öffne sich Swift ehrlich, bis sie aus vollem Herzen spricht und versucht dann sich aus diesem mitternächtlichen Liebesgeständnis herauszureden. Allerdings kritisierte der Rolling Stone, dass es Taylor Swift spektakulär misslinge in dem Song lässig zu wirken, da sie zu oft anmerke, wie entspannt sie doch ist (als Beispiel wurden hier die 24 Isn’t it-Rufe genannt). Außerdem sei die Bridge mit der Zeile: „I pretend you’re mine all the damn time“, zu umwälzend für den Song. Die beste Textzeile ist dem Magazin zufolge „Is it chill that you’re in my head.“ Insgesamt fasse Delicate Taylor Swifts gesamte Ästhetik in einem perfekten Song zusammen.
Auch Troy Smith von Cleveland.com nannte Delicate ein „frühes Juwel“ des Albums. Raisa Bruner von der Time betitelte Delicate einen „süßen, unsicheren Song“.
Ann Powers vom National Public Radio nannte Delicate einen der erinnerungswertesten Songs des Albums. Außerdem nennt das National Public Radio die Erwähnung der Marke Nike in einer Strophe als Beweis dafür, wie Taylor Swift gezielt die Modevorlieben ihrer Altersgenossen einbringe. So rufe die Erwähnung der Schuhe in jedem Hörer unterschiedliche Assoziationen mit der Marke und somit auch unterschiedliche Vorstellungen über die Charaktereigenschaften des Schwarms hervor, was den Song für Jeden anders wirken lasse.
Becky Kaminsky vom Billboard listete Delicate auf Platz 35 der besten Songs des Jahres und führte den Erfolg in den Airplay-Charts auf leichte Hörbarkeit und nachvollziehbare in dem Song beschriebene Gefühle zurück. Der Song enthalte den rührendsten Verweis auf ihr Ansehen auf dem ganzen Album. Auch das Slant Magazine setzte Delicate mit dem neunten Platz auf ihrer Jahresbestenliste und der Autor Sal Cinquemani nannte Delicate treffend betiltet und im Gegensatz zu Look What You Made Me Do und …Ready for It? als seichter angegangenen Einblick in ihre Psyche. Der Song sei die Mischung aus mutiger Eigenständigkeit und offener Verletzlichkeit. Stephen Thomas Erlewine von AllMusic nannte Delicate als „tiefempfunden und komplex“ sowie als „starken Swift-Song“. Laut Shahzaib Hussain vom Clash treffe Delicate ins Schwarze, da er anders die anderen Songs des Albums „weniger Verstellung und weniger Gepose“ habe. Roisin O’Connor von The Independent hält den Text für ehrliches und direktes Songwriting über die Furcht, was der Schwarm über Swifts öffentliches Ansehen denken könnte.

### Awards
Für die Komposition von Look What You Made Me Do, …Ready for It?, End Game und Delicate gewann Taylor Swift 2019 einen BMI Pop Award. Außerdem war Delicate bei den Nickelodeon Kids’ Choice Awards 2019 in der Kategorie Favorite Song und bei den Teens Choice Awards 2018 in der Kategorie Choice Pop Song nominiert. Sowohl 2019 als auch 2020 gewann Delicate einen der zahlreich verliehen ASCAP Pop Awards.

## Kommerzieller Erfolg

### Single-Charts
| ChartsChartplatzierungen       | Höchstplatzierung | Wochen |
| ------------------------------ | ----------------- | ------ |
| Österreich (Ö3)                | 70 (2 Wo.)        | 2      |
| Schweiz (IFPI)                 | 88 (3 Wo.)        | 3      |
| Vereinigte Staaten (Billboard) | 12 (35 Wo.)       | 35     |
| Vereinigtes Königreich (OCC)   | 45 (15 Wo.)       | 15     |

| ChartsJahrescharts (2018)      | Platzierung |
| ------------------------------ | ----------- |
| Vereinigte Staaten (Billboard) | 24          |

In den USA debütierte Delicate nur auf Platz 84 und stieg langsam auf, bis der Song mit Platz 12 seine Höchstposition erreichte, während die anderen Singles fast unmittelbar nach der Veröffentlichung ihre Höchstposition erreichten. Somit hielt sich der Song mit 35 Wochen auch deutlich länger als die anderen (teils höher platzierten) Singles des Albums in den Billboard Hot 100. In den USA erreichte Delicate auch Platz 9 der Digital-Song-Sales. In Großbritannien erreichte der Song Platz 45. Im deutschsprachigen Raum platzierte sich Delicate in Österreich nur auf Platz 70 und in der Schweiz nur Platz 88, wobei das Lied In Deutschland sogar den Charteinzug verpasste. Weitere Top-40-Platzierungen neben den USA errang Delicate in Neuseeland (Platz 33), Tschechien (Platz 31; Digital-Singles-Chart), in Australien (Platz 28), Norwegen (Platz 27), in Kanada (Platz 20; inoffizielle Charts von Billboard) und Island (Platz 3).

### Airplay-Charts
Delicate erreichte in den USA Platz 2 der Airplay-Charts und hielt sich 32 Wochen in den Top 100. Außerdem hielt das Lied dort zehn Wochen lang Platz 1 der Adult Contemporary Charts (58 Wochen insgesamt), 4 Wochen lang Platz 1 der Adult-Pop-Airplay-Charts (41 Wochen gesamt) und 1 Woche lang Platz 1 der Pop-Airplay-Charts (26 Wochen). Außerdem platzierte sich der Song in den USA auf Platz 4 der Dance/Mix-Show-Airplay-Charts. In den USA war Delicate somit der größte Radio-Hit aus dem Album. In Kanada erreichte Delicate Platz 6 der CHR/Top-40-Charts (27 Wochen insgesamt) und Platz 2 der Hot-Adult-Contemporary-Charts (47 Wochen insgesamt), die jedoch beide inoffiziell sind. Weitere höhere Platzierungen in nationalen Airplay-Charts gelangen in Tschechien (Platz 19) und in Honduras (Platz 11). In den Billboard-Mexico-Ingles-Airplay-Charts, in denen nur englischsprachige Songs gewertet werden, erreichte Delicate Platz 10.

### Streaming-Charts
In Großbritannien erreichte Delicate Platz 62 der Streaming-Charts, Platz 32 in den Streaming-Charts von Ungarn und Platz 14 in den Streaming-Charts von Malaysia. In den globalen Spotify-Charts belegte Delicate am 3. April 2018 mit 2 Millionen Streams Platz 24 der täglichen Charts und in der gleichen Woche mit 12,7 Millionen Streams Platz 26 der wöchentlichen Charts. Ebenfalls am 3. April 2018 belegt das Lied in den Spotify-Charts der USA mit 784.108 täglichen Streams Platz 20 und in jener Woche mit 5,2 Millionen Streams Platz 23 der wöchentlichen Charts. In Deutschland erreichte Delicate Platz 79, in der Schweiz Platz 66, in Österreich Platz 55 und in Großbritannien Platz 21 der Spotify-Charts.
| Der weltweite Erfolg von Delicate in den täglichen Spotify-Charts. |
| Top-40-Platzierung                                                 |
| Keine Top-40-Platzierung                                           |
| Keine Daten                                                        |

Top-40-Platzierungen in den täglichen Spotify-Charts
| - Platz 40: Belgien - Platz 30: Neuseeland - Platz 29: Kanada - Platz 26: Estland - Platz 22: Griechenland, Rumänien - Platz 21: Australien - Platz 20: Lettland, USA - Platz 19: Irland, Slowakei, Ungarn | - Platz 18: Philippinen - Platz 16: Litauen, Tschechien - Platz 15: Israel - Platz 13: Thailand - Platz 12: Indonesien, Singapur - Platz 11: Malaysia - Platz 7: Vietnam - Platz 6: Hongkong, Taiwan |

Delicate erreichte in den USA 2018 Platz 45 der Dance/Mix-Show-Airplay-Jahrescharts, Platz 9 der Adult-Contemporary-Jahrescharts und Platz 2 der Adult-Pop-Airplay-Charts. 2019 erreichte Delicate dort mit dem sechsten Platz erneut eine Platzierung der Adult-Contemporary-Jahrescharts. Das Lied wurde 2018 im US-Radio 2,5 Milliarden Mal angehört und erreichte damit die zehntgrößte Hörerschaft des Jahres. In den Verkaufs-Jahrescharts erreichte Delicate 2018 Platz 36 in den inoffiziellen Billboard-Jahrescharts von Kanada und Platz 24 in den Jahrescharts der USA.

### Auszeichnungen für Musikverkäufe
| Land/Region                  | Auszeichnungen für Musikverkäufe (Land/Region, Auszeichnung, Verkäufe) | Verkäufe  |
| ---------------------------- | ---------------------------------------------------------------------- | --------- |
| Australien (ARIA)            | 5× Platin                                                              | 350.000   |
| Brasilien (PMB)              | 3× Platin                                                              | 120.000   |
| Dänemark (IFPI)              | Gold                                                                   | 45.000    |
| Frankreich (SNEP)            | Gold                                                                   | 100.000   |
| Italien (FIMI)               | Gold                                                                   | 50.000    |
| Neuseeland (RMNZ)            | 3× Platin                                                              | 90.000    |
| Norwegen (IFPI)              | Gold                                                                   | 30.000    |
| Polen (ZPAV)                 | Gold                                                                   | 25.000    |
| Portugal (AFP)               | Platin                                                                 | 10.000    |
| Spanien (Promusicae)         | Platin                                                                 | 60.000    |
| Vereinigte Staaten (RIAA)    | 2× Platin                                                              | 2.000.000 |
| Vereinigtes Königreich (BPI) | Platin                                                                 | 600.000   |
| Insgesamt                    | 5× Gold · 15× Platin ·                                                 | 3.480.000 |

Hauptartikel: Taylor Swift/Auszeichnungen für Musikverkäufe/Lieder